# Is Urigus
Is Urigus è una frazione di 575 abitanti del comune di Carbonia nella provincia del Sulcis Iglesiente, da cui dista circa 3 km. Prende il nome dal vecchio casale (furriadroxiu/medau) delle famiglie Urigu. L'abitato è caratterizzato da case e villette mono e plurifamiliari. La chiesa di riferimento della frazione è la parrocchia di San Raffaele Arcangelo.

## Sport

### Calcio
Per quanto riguarda lo sport, è attualmente attiva la squadra di calcio militante nella terza categoria regionale.